# Lumiliximab
Lumiliximab là một kháng thể đơn dòng IgG1k nhắm vào CD23. Nó hoạt động như một bộ điều hòa miễn dịch  và được FDA trao tặng tình trạng thuốc mồ côi và chỉ định theo dõi nhanh của FDA.
Nó đã được nghiên cứu trong các thử nghiệm lâm sàng giai đoạn II / III để điều trị bệnh bạch cầu lymphocytic mạn tính. Nó cũng đã được nghiên cứu để sử dụng trong hen suyễn dị ứng. Thuốc là một kháng thể chimeric từ Macaca irus và Homo sapiens.
Lumiliximab được phát triển bởi IDEC Pharmaceuticals, được mua lại bởi Biogen. Các thử nghiệm lâm sàng đối với CLL đã bị chấm dứt vào năm 2010 và đối với bệnh hen suyễn dị ứng vào năm 2007  Kết quả được công bố từ thử nghiệm lâm sàng CLL không đáp ứng các điểm cuối chính.